# Jacques Roumain
Jacques Roumain Encarnación (4. června 1907 Port-au-Prince – 18. srpna 1944 tamtéž) byl haitský spisovatel, překladatel, novinář a politik. Jeho tvorba a postoje byly ovlivněny marxismem a koncepcí négritude.
Pocházel ze zámožné statkářské rodiny patřící k mulatské elitě, jeho dědeček Tancrède Auguste byl haitským prezidentem. Navštěvoval církevní školu v Port-au-Prince a pak cestoval po Evropě. Ve Španělsku začal studovat agronomii, avšak převážil u něj zájem o sport a zejména koridu, takže školu opustil. Na Haiti se vrátil v roce 1927 a založil spolu s Carlem Brouardem literární a společenský časopis La Revue Indigène. Aktivně vystupoval proti americké okupaci Haiti a proti sociální a rasové nespravedlnosti v zemi, byl zatčen za podněcování stávky v American Sugar Refining Company. V roce 1934 založil Haitskou komunistickou stranu. Prezident Sténio Vincent stranu zakázal, Roumaina nechal uvěznit a v roce 1936 ho vypověděl ze země.
V Paříži byl Jacques Roumain asistentem Paula Riveta a přispíval do levicového časopisu Les Volontaires. Po vypuknutí druhé světové války odešel s manželkou a synem do USA, kde studoval etnografii na Kolumbijské univerzitě. Spřátelil se s Langstonem Hughesem, který jeho texty překládal do angličtiny. Pobýval také na Kubě, kde se seznámil s Nicolásem Guillénem. Po odstoupení prezidenta Vincenta v roce 1941 se Roumain znovu usadil na Haiti a pracoval v etnografickém ústavu, kde organizoval archeologický průzkum předkolumbovského osídlení. Nová vláda ho pak jmenovala haitským chargé d’affaires v Mexiku, avšak funkce se brzy vzdal kvůli zhoršujícímu se zdraví a vrátil se do Port-au-Prince, kde zemřel ve 37 letech.
Napsal romány Les Fantoches a La Montagne ensorcelée, básnickou sbírku Bois D'ébène a historickou práci L'outillage lithique des Ciboney d'Haïti. Jeho nejvýznamnějším dílem je posmrtně vydaný román Gouverneurs de la rosée, v němž líčí život na haitské vesnici sužované suchem a propaguje kolektivní hospodaření. Česky vyšel v roce 1950 v překladu Miroslava Vlčka pod názvem Vládcové vláhy. Knihu zfilmoval v roce 1964 kubánský režisér Tomás Gutiérrez Alea.